# Porwanie Baltazara Gąbki
Porwanie Baltazara Gąbki (deutsch: Die Entführung von Baltazar Gąbka) ist eine polnische Animationsserie, die aus 13 Folgen in einer Staffel besteht. Die Serie basiert auf dem gleichnamigen Buch. Die Serie wurde von 1969 bis 1970 produziert. 1979–1980 wurde die Fortsetzung Wyprawa Profesora Gąbki produziert.

## Besetzung
| Schauspieler   | Rolle                      |
| -------------- | -------------------------- |
| Wiktor Sadecki | Wawel-Drache               |
|                | Koch Bartolini Bartłomiej  |
|                | Baltazar Gąbka             |
|                | Krak, der König von Krakau |
| Jerzy Nowak    | Don Pedro                  |

## Handlung
Ein berühmter Biologe, Baltazar Gąbka, reist in das Regenland (Kraina Deszczowców), um neue Experimente durchführen zu können. Der König von Krakau, Krak, macht sich um ihn Sorgen. Er schickt den Wawel-Drachen und den Koch Bartolini Bartłomiej auf Rettungsmission. Sie fahren in das Land mit einem Amphibien-Auto. Ihnen folgt Don Pedro, der Spion aus dem Regenland.

## Produktion und Ausstrahlung
Die Serie wurde 1969–1970 produziert und ab ca. 1969 auf TVP ausgestrahlt. Es wurde auch eine Fortsetzung mit dem Titel Wyprawa Profesora Gąbki produziert, die auf dem Buch Misja Baltazara Gąbki basiert.
Die Serie hatte gute Zuschauerquoten, sodass sie u. a. auf TVP1, TVP2, TVP Polonia, TVP ABC, Polsat JimJam, Puls 2 und vielen weiteren ausgestrahlt wurde und wird.

## Episodenliste
| Nr. | Originaltitel                  |
| --- | ------------------------------ |
| 1   | Smok Expedition                |
| 2   | W zbójedzkim obozie            |
| 3   | Oberża Pod Wesołym Karakonem   |
| 4   | Spotkanie z Smokiem Mlekopijem |
| 5   | W krainie Króla Słoneczna      |
| 6   | Ucieczka                       |
| 7   | W krainie Bo-Bo                |
| 8   | Przez try morza                |
| 9   | Przez kraj Deszczowców         |
| 10  | Zdobycie pałacu                |
| 11  | Nocna Bitwa                    |
| 12  | Don Pedro                      |
| 13  | Kierunek Kraków                |